# Enrico Toti (S 506)
L'Enrico Toti, contraddistinto dal distintivo ottico S 506, è il sottomarino capostipite della classe Toti, costruito in Italia negli anni sessanta. Dopo aver prestato un lungo servizio con la Marina Militare, a seguito della sua dismissione e dopo numerosi lavori di adattamento, è stato ceduto al Museo della scienza e della tecnologia di Milano dove, dal 2005, è esposto e visitabile. Costituisce uno dei tre sottomarini esposti in Italia insieme all'Enrico Dandolo (S 513) a Venezia (anche lui della classe Toti) e al Nazario Sauro (S 518) a Genova (capostipite della classe successiva).

## Storia
A causa della sconfitta nella seconda guerra mondiale, all'Italia era stata vietata la costruzione di sottomarini secondo le clausole del trattato di pace. Decadute le clausole la componente sommergibilistica italiana ricominciò ad addestrarsi con i vecchi battelli statunitensi in attesa del proprio progetto: l'Enrico Toti è stato il primo sottomarino costruito in Italia dal dopoguerra.
Il sottomarino venne costruito a Monfalcone dalla Italcantieri, che ne iniziò la fabbricazione l'11 aprile 1965. Venne varato il 12 marzo 1967 e consegnato alla Marina Militare il 22 gennaio 1968.
Il sottomarino è stato progettato con caratteristiche antisottomarino (da cui la sigla NATO SSK - Submarine Submarine Killer) ed essendone il capostipite diede il nome alla classe, completata in circa due anni dai sottomarini Dandolo, Mocenigo e Bagnolini.
Il 30 giugno 1999, l'unità militare, terminato il servizio attivo, venne donata al museo della scienza e della tecnologia di Milano, dove è conservata dal 14 agosto 2005. L'arrivo nella città milanese è stato alquanto travagliato, a causa della sua mole. Partito dal porto di Augusta (5 aprile 2001), ha risalito l'Adriatico e quindi il Po fino al porto fluviale di Cremona (6 maggio 2001), dove rimase fino all'8 agosto 2005, quando iniziò il suo viaggio fino al museo tramite la ditta Fagioli di Reggio Emilia, trasportandolo, via terra, fino alla sua collocazione finale, grazie anche al lavoro dei militari del 2º Reggimento pontieri di Piacenza,  che collaborarono per il passaggio in sicurezza in alcune parti di Milano (mettendo ad esempio ponti metallici in alcuni punti in cui la strada, per la presenza di strutture sotterranee, non avrebbe retto il peso del sottomarino), dove giunse il 14 agosto 2005.
Il lavoro di preparazione al trasporto ha incluso un notevole impegno da parte dei Palombari/Sommozzatori del COMSUBIN (Comando Subacquei ed Incursori  - Le Grazie – SP) della Marina Militare Italiana che, nei mesi di Giugno e Luglio 2005, hanno lavorato nel Porto Fluviale di Cremona; Il lavoro che è stato svolto dai Palombari e tecnici del COMSUBIN, sia a terra sia in immersione, ha permesso di smontare alcune parti del sommergibile (tra cui la torretta/vela) al fine di ridurne l’ingombro verticale. Il grosso del lavoro è stato però la rimozione della zavorra contenuta nella chiglia/barchetta del battello, operazione resa non facile dalle condizioni di visibilità quasi nulla nelle acque del porto fluviale: sono state asportate diverse decine di tonnellate di piombo contenute in questa parte dell’opera viva, in contenitori chiusi da pesanti pannelli metallici imbullonati allo scafo. La zavorra era costituita da “lingotti” di piombo del peso di circa trenta chilogrammi ciascuno che sono stati raggruppati su bancali del peso di circa due tonnellate l'uno. L’alleggerimento dello scafo (eseguito anche asportando parte delle batterie interne al battello) era prerequisito fondamentale per permetterne il sollevamento ed il successivo trasporto su strada.

## Nome
Il battello è intitolato ad Enrico Toti, nome già dato in precedenza ad un sommergibile. Il primo Toti aveva prestato servizio nella Regia Marina dal 1928 al 1943 e durante la seconda guerra mondiale, trovando impiego principalmente come unità scuola e trasporto, ma è ricordato per essere stato l'unico sommergibile italiano ad aver affondato in azione un sommergibile nemico: il 15 ottobre 1940 il Toti affondò a cannonate il sommergibile britannico HMS Triad (N53) mentre navigava nelle acque del Mare Ionio.
I motori diesel del sottomarino erano stati denominati dalla componente motoristi del sommergibile, il destro "Turiddu", diminutivo in siciliano di Salvatore, ed il sinistro "Ianuzzu" diminutivo di Sebastiano; entrambi i nomi sono tipici della zona di Augusta e sono stati presi in prestito dalla letteratura del Verga.

## Operatività

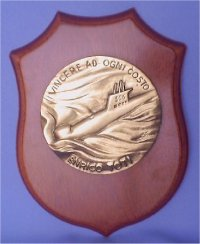
Il Crest dell'unità

Nel corso della sua attività il Toti ha accumulato 27.030 ore di moto percorrendo 137.000 miglia nautiche.
L'equipaggio era composto da un numero variabile di persone; questo numero, cambiato più volte nel corso della storia dell'S-506, è stato in genere compreso tra le 20 e le 30 unità, divise in due o tre squadre di guardia a seconda della durata della "missione" e della categoria (specializzazione) di appartenenza. In taluni casi prestavano servizio secondo lo schema 4+4, cioè 4 ore di guardia, 4 ore di riposo in una branda “calda” (alternata con un collega) in altri casi i turni rispettavano lo schema 4+8 (sempre con branda calda quindi, con due brande si dormiva in tre).
Il caratteristico bulbo a prora (detto "naso") conteneva l'impianto ecogoniometrico che costituiva il "sistema attivo" meglio conosciuto col nome di sonar, mentre l'impianto idrofonico che costituiva il "sistema passivo" era contenuto nella porzione di perimetro anteriore basso, subito sotto i tubi lanciasiluri del "battello" e tutto ciò, con la netta prevalenza nell'uso del sistema passivo, creava l'impianto necessario ad individuare i bersagli. Il Toti è stato essenzialmente impiegato per addestramento e nelle esercitazioni per simulare attacchi a sommergibili sovietici o a task force del Patto di Varsavia, riscuotendo sempre lusinghieri risultati grazie alla sua silenziosità e manovrabilità.
Durante gli anni settanta, nel corso di una esercitazione NATO, il battello riuscì a penetrare lo schermo delle unità di scorta di un gruppo da battaglia dell'US Navy, simulando l'affondamento della portaerei; dopo il riuscito "attacco" il sommergibile riemerse a fianco alla portaerei. In un'altra occasione, un siluro difettoso tornò indietro verso il battello, urtandolo e lasciando una traccia d'impatto sulla prua.

## Narrativa
Il sottomarino Enrico Toti ed il suo equipaggio sono i protagonisti del romanzo Delfini d'acciaio - Sfida nel Mediterraneo di Marco Mascellani in cui l'unità, salvata dal disarmo, deve affrontare il difficile compito di porre soluzione ad un colpo di Stato in un paese arabo.

## Galleria d'immagini

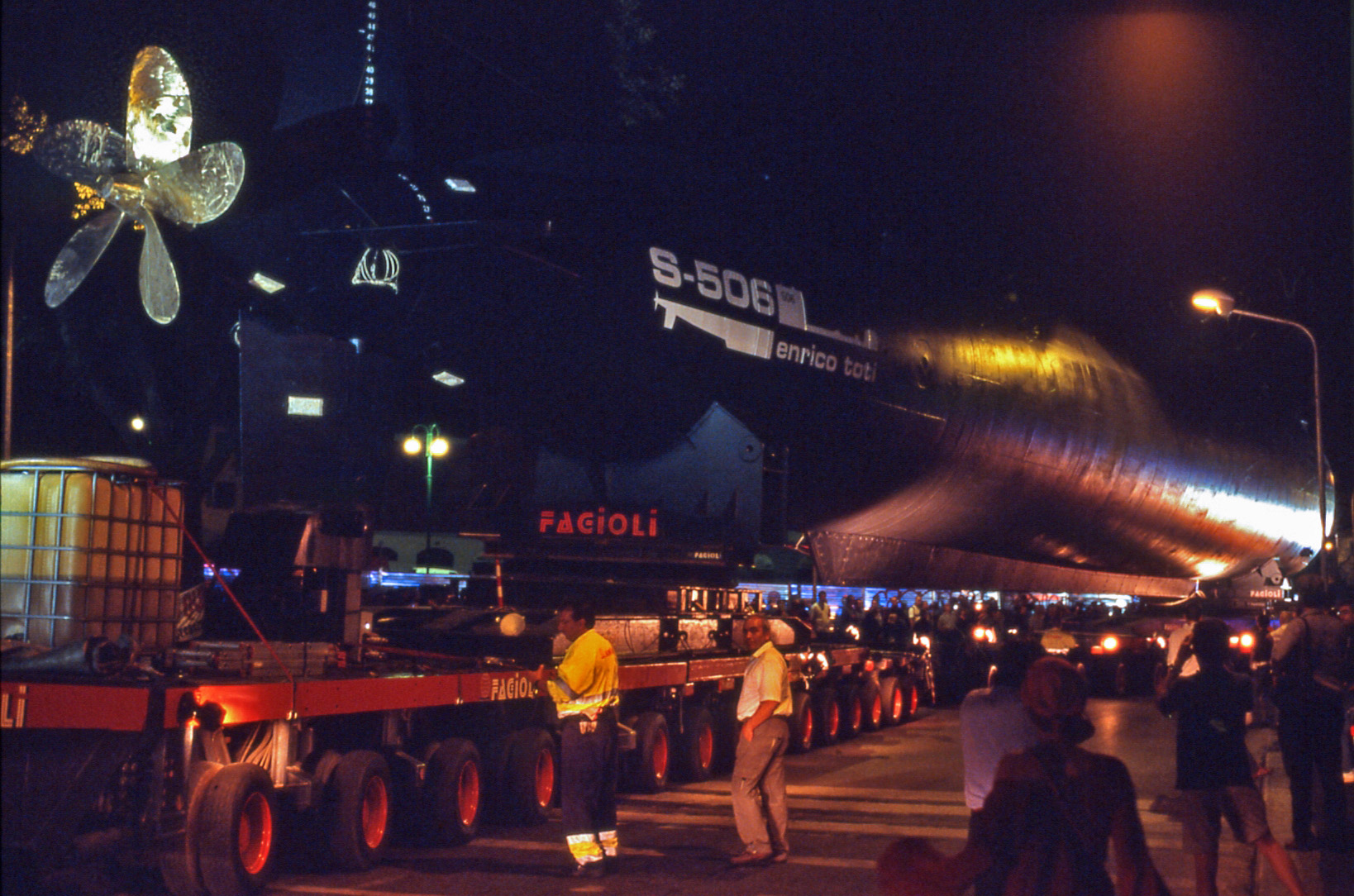
Il sottomarino E.Toti durante il trasporto, 14 agosto 2005 (dettaglio mezzo di trasporto)
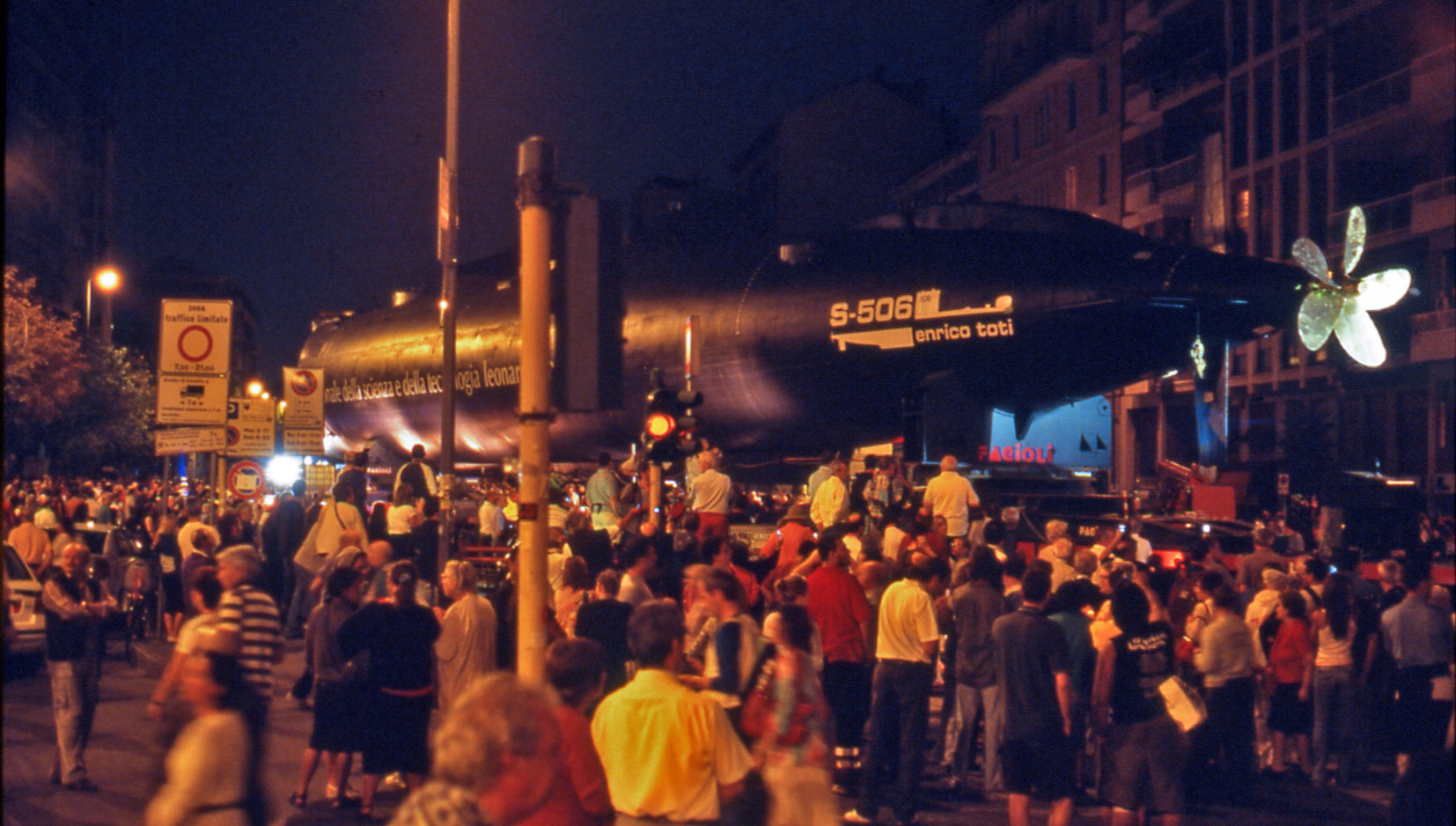
Il Toti durante il trasporto, 14 agosto 2005 (visione d'insieme con folla)
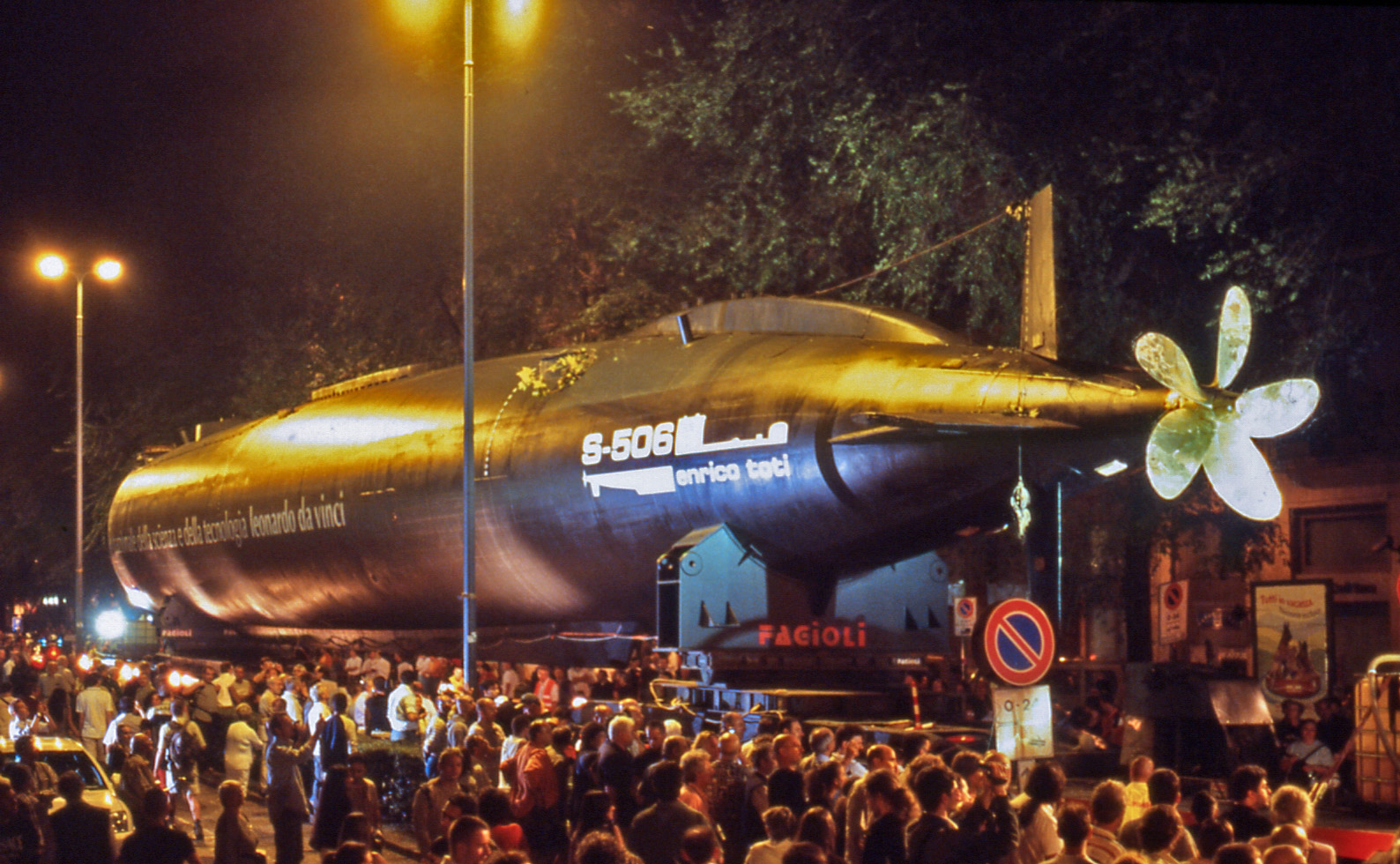
Il sottomarino Toti durante il trasporto, 14 agosto 2005 (visione d'insieme con folla)
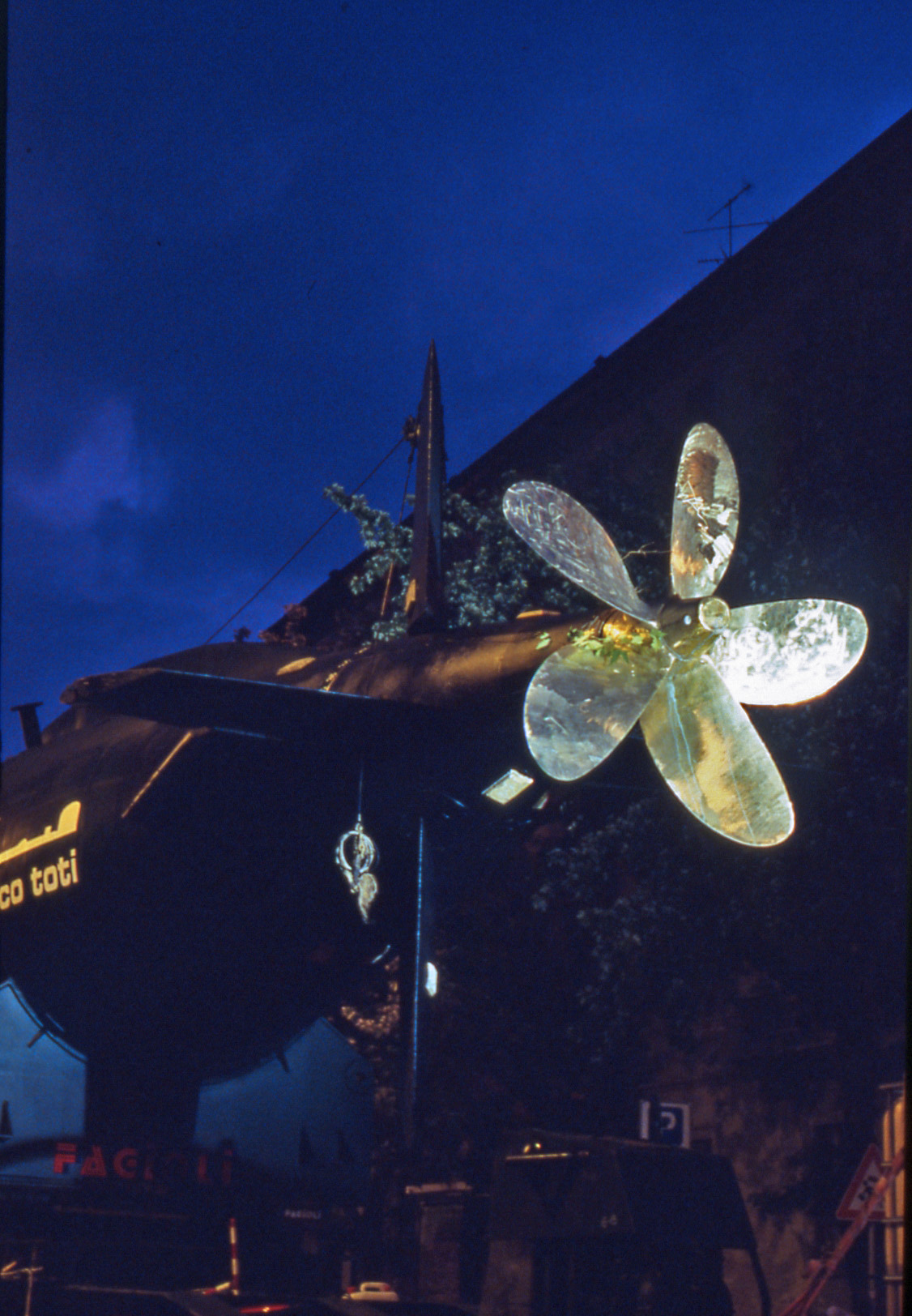
Il Toti durante il trasporto, 14 agosto 2005 (dettaglio elica)
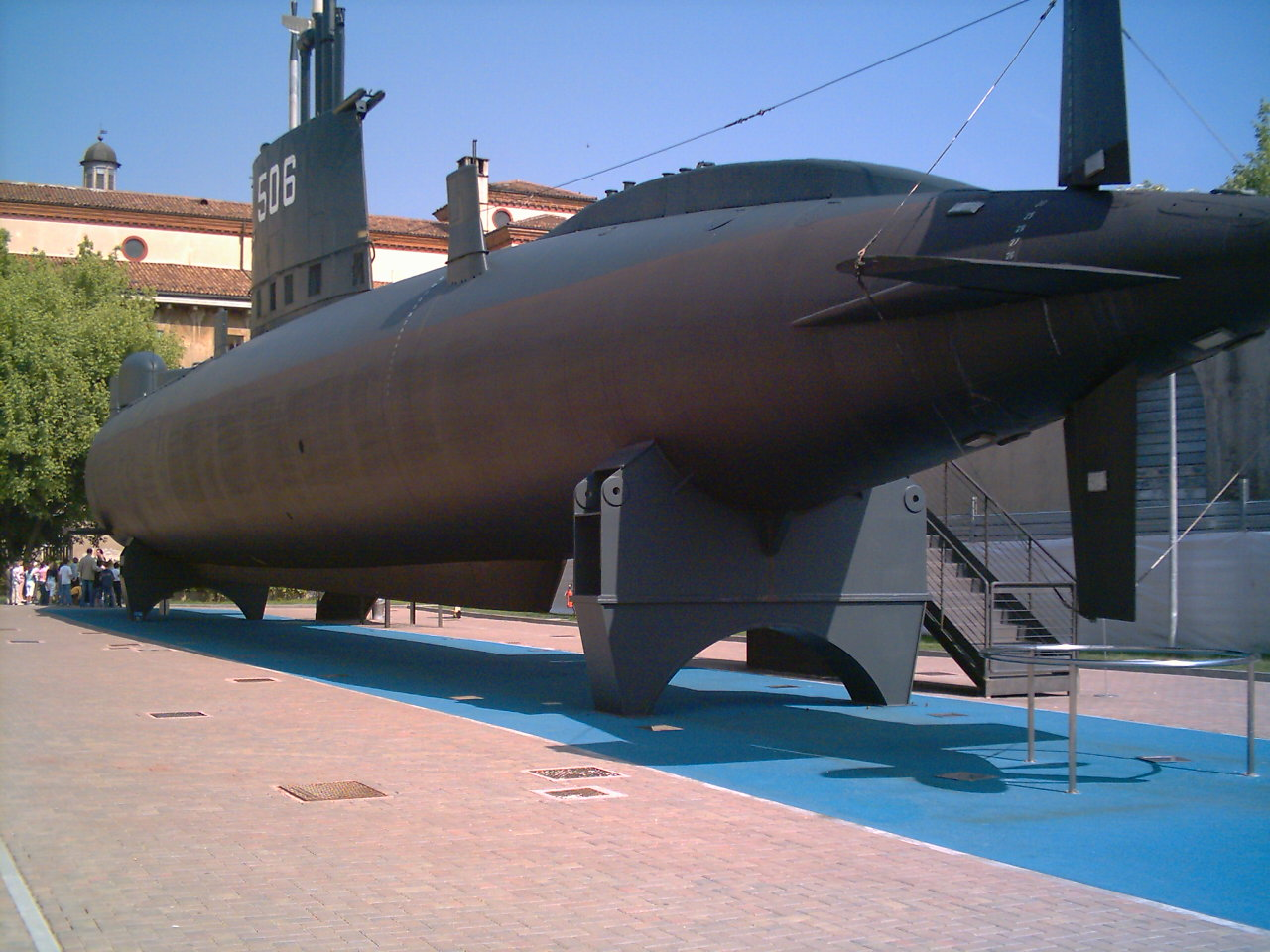
Il Toti esposto al Museo della Scienza e della Tecnologia di Milano
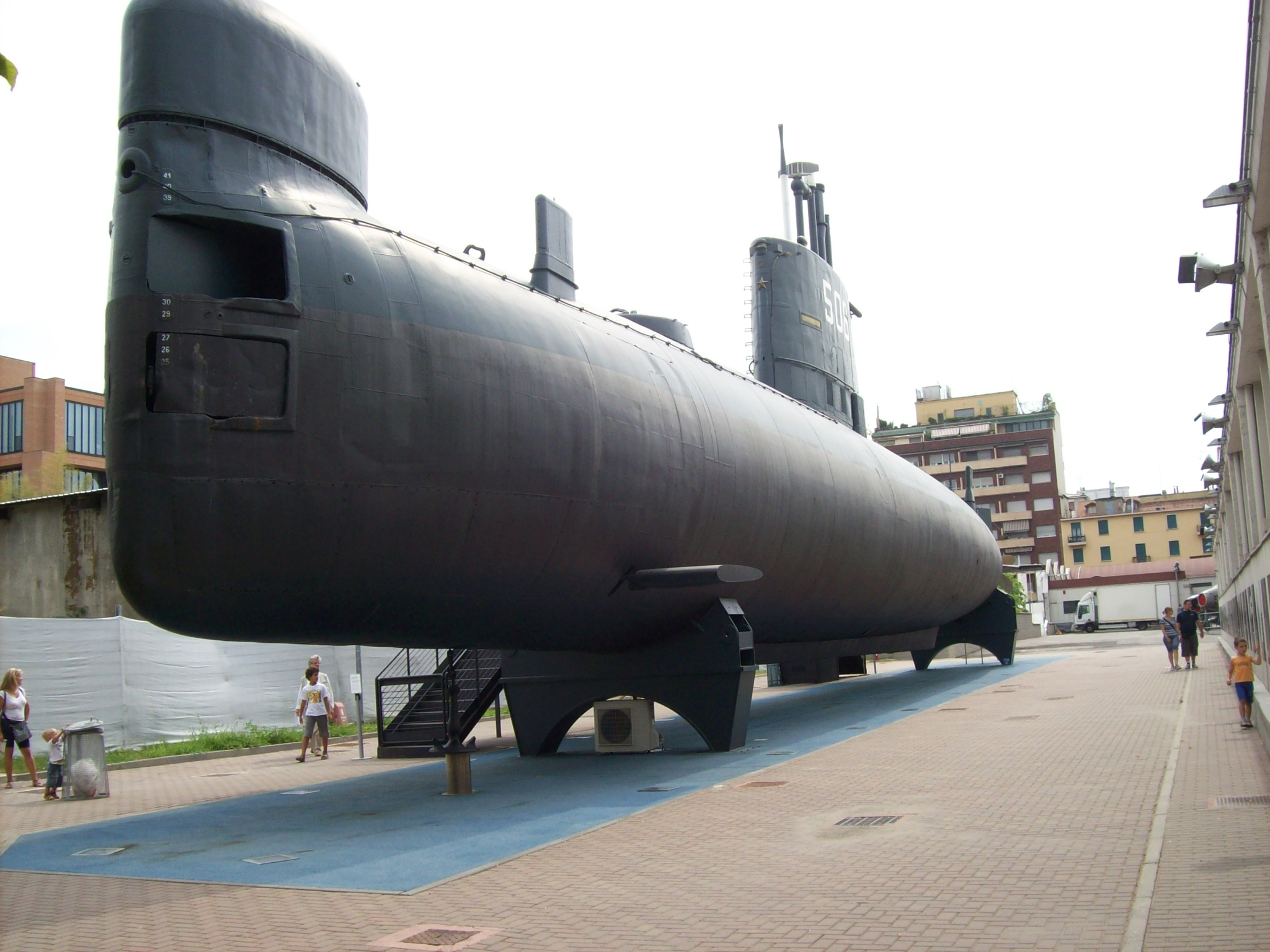
Il sottomarino visto da prua
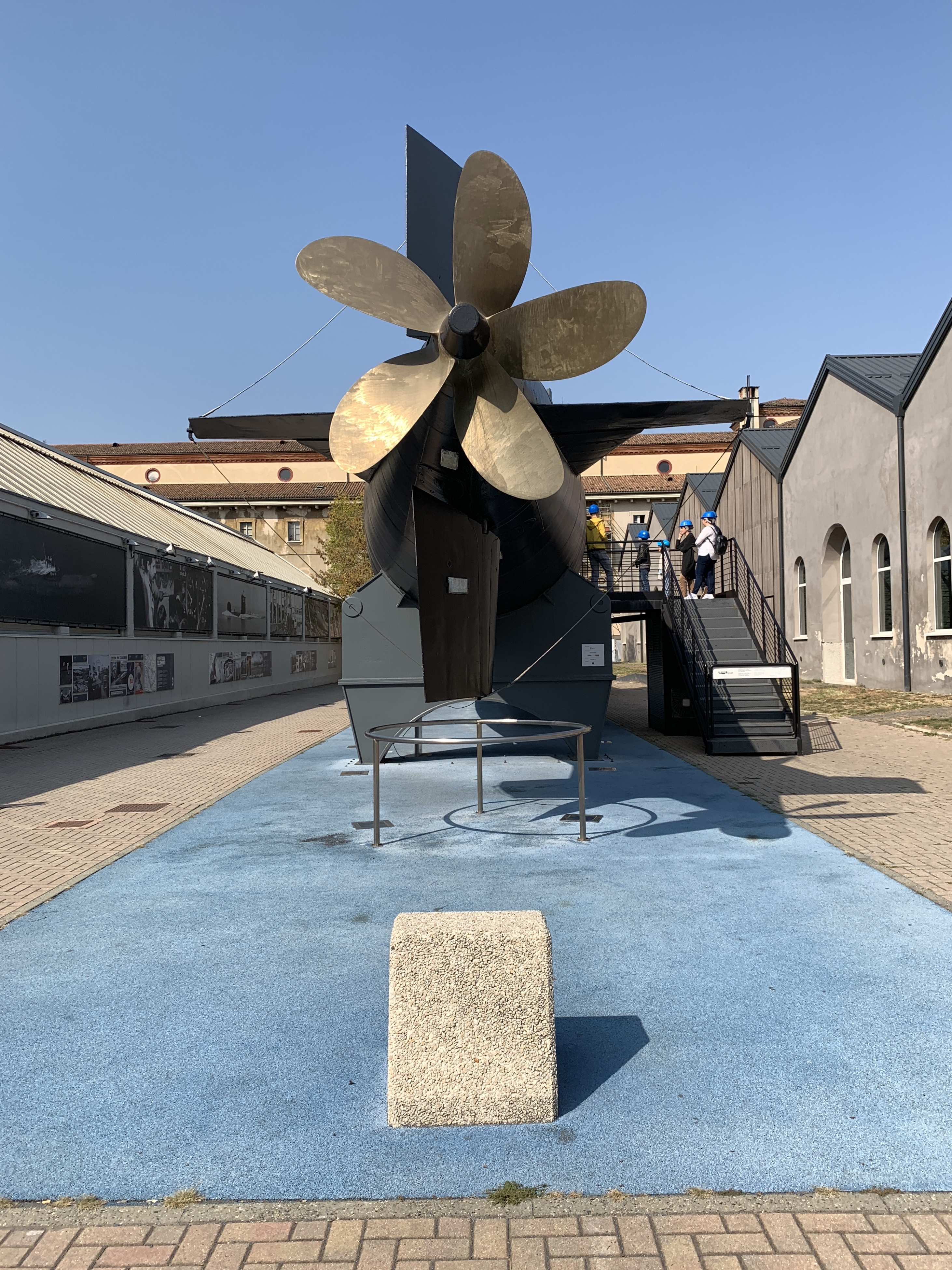
Il sottomarino visto da poppa
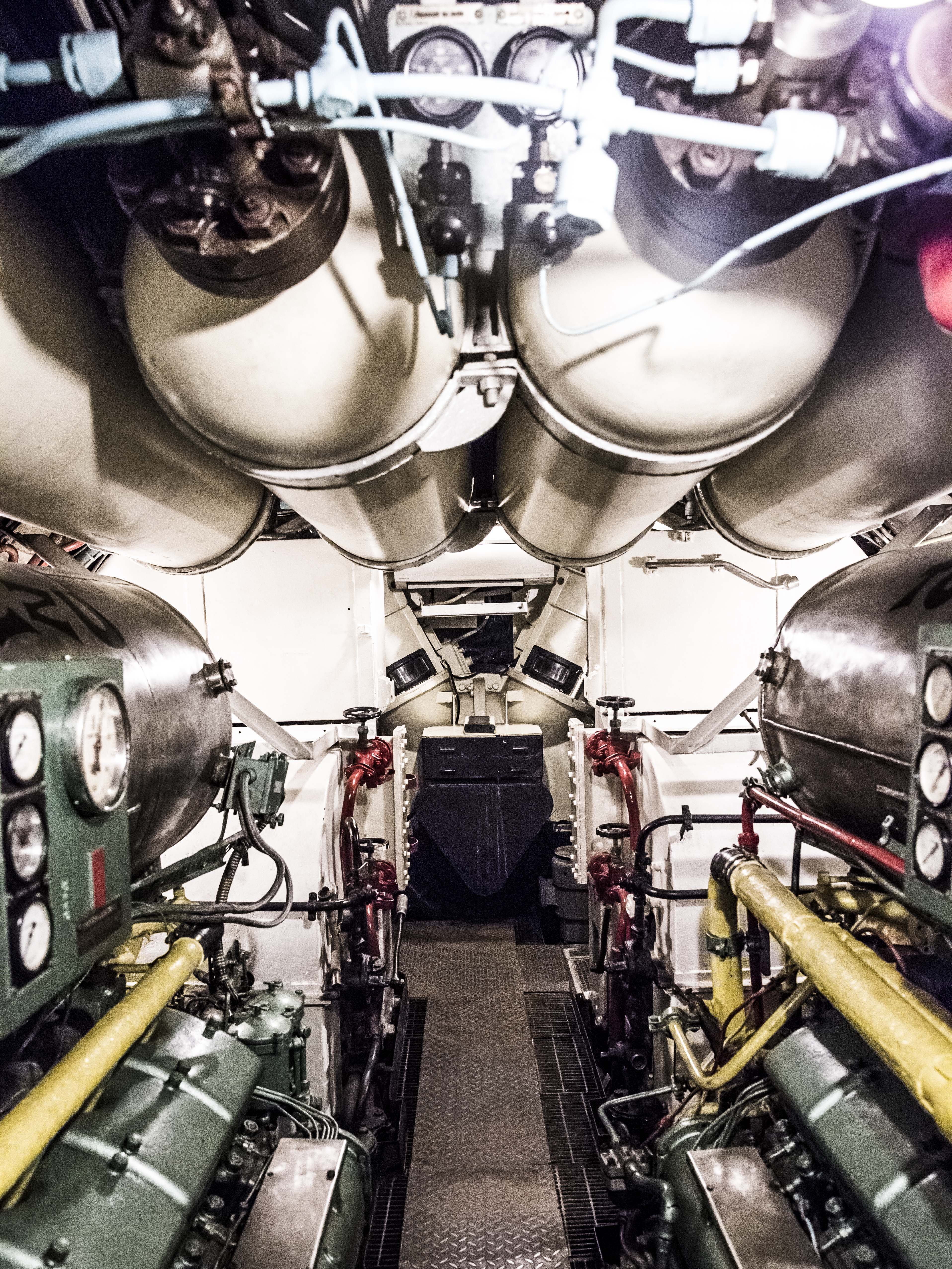
La sala macchine, vista guardando da poppa a prua
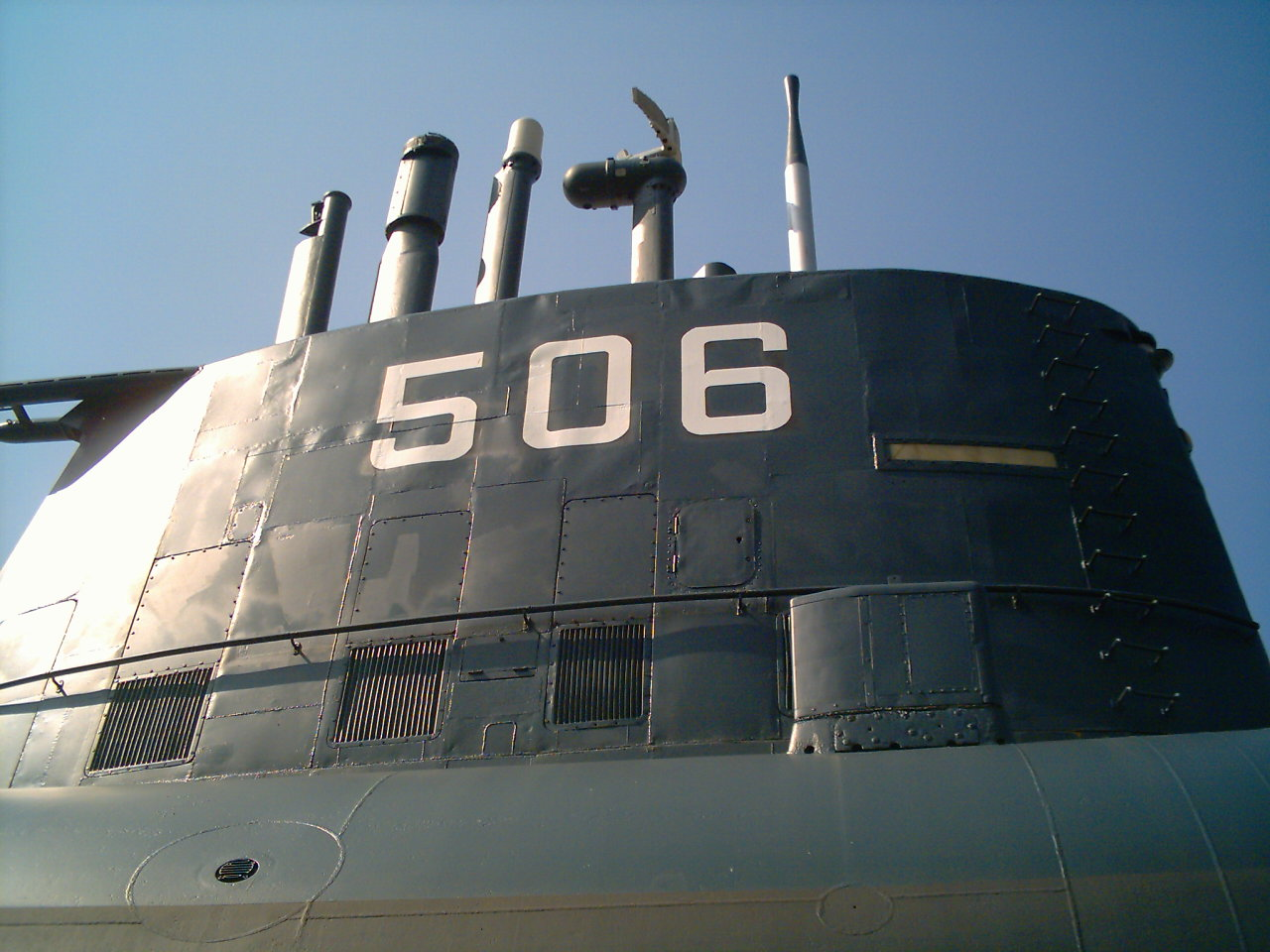
Vista dal basso della falsatorre (vela), con i MAST alzati
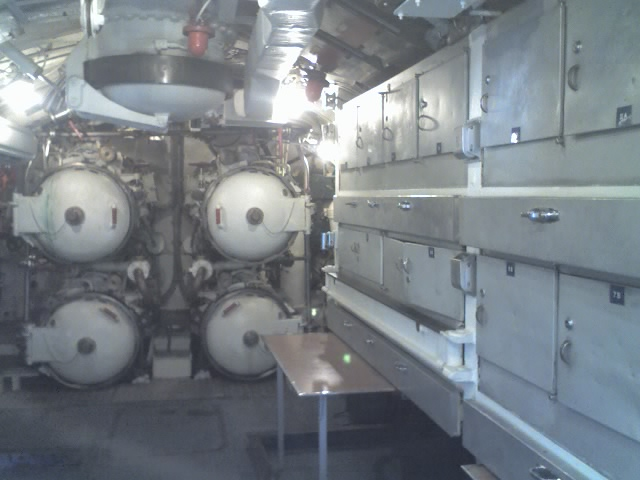
Tubi lanciasiluri a prua.
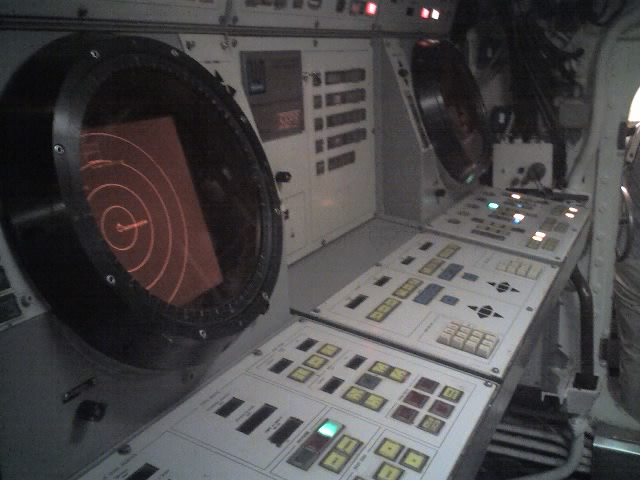
Pannello di controllo dei siluri filoguidati